# Ancora pochi passi
Ancora pochi passi è un film del 2020 diretto da Pupi Oggiano.

## Trama
La storia ruota attorno a quattro persone personaggi seduti attorno ad un tavolo al cospetto di una donna elegante.

## Distribuzione
Il film è stato distribuito nelle sale cinematografiche italiane a partire dal 30 gennaio 2020.